# Федченко Ольга Олександрівна
Ольга Олександрівна Федченко, до шлюбу Армфельд (1845—1921) — російська ботанікиня, член-кореспондент Петербурзької академії наук з 1906 року (з 1917 — Російської академії наук).

## Ранні роки
Ольга Армфельд народилася в будівлі Московського університету, де її батько Олександр Осипович Армфельд, професор університету й інспектор Миколаївського інституту виховного будинку, мав квартиру. З дев'яти дітей (п'ятеро синів і чотири дочки) Ольга була третя. До 11 років вона виховувалася будинку, вчилася музиці, малюванню, німецької та французької мов. В 11 років вступила в Московський Миколаївський інститут. Ще в інституті Федченко займалася збором зоологічних і ботанічних колекцій. Літо юна Ольга Армфельд проводила в селі Тропарьово Можайського повіту; в 1861—1862 роках склала гербарій Можайського повіту, яким користувався М. М. Кауфман при складанні довідника «Московська флора». Найбільш цікаві екземпляри її ентомологічної колекції увійшли до «Списку двокрилих Московського навчального округу» О. П. Федченко. 
У 1864 році за пропозицією Н. К. Зенгера 19-річна Ольга Армфельд була обрана членкинею-засновницею щойно створеного Товариства любителів природознавства, антропології та етнографії. Вона брала активну участь у науковій роботі гуртка, яким керував професор зоології А. П. Богданов. У тому ж році вона закінчила курс Миколаївського інституту, після чого три роки давала уроки (історія, малювання, німецьку та французьку мови), хоча матеріально була цілком забезпечена. Займалася також науковим перекладом статей із французької, німецької та англійської мов для журналу «Садівництво», зокрема переклала главу з «зоологічних листів» (нім. Zoologische Briefe Zoologische Briefe) Г. Йегера і більшу частину книги Й. М. Перт «Духовне життя тварин: факти і спостереження» (нім. Ueber das Seelenleben der Tiere Ueber das Seelenleben der Tiere).

## Наукова діяльність
Ольга Ампферт продовжувала працювати в Зоологічному музеї, де познайомилася з Олексієм Павловичем Федченком, який тільки що закінчив курс природного відділення університету, де займався зоологією і антропологією. Знайомство відбулося завдяки подібності їх наукових інтересів. Вони разом перекладали перший том «Антропології» Т. Вайца (виданої в 1867 році). Ампферт записувала для Федченка вимірювання немовлят із Виховного будинку, обчислювала антропологічні дані, перекладала листи іноземних вчених. Разом вони допомагали зоологічному музею влаштувати етнографічну виставку, що відбулася в 1867 році. 
2 липня 1867 вони одружилися, після чого вирушили в поїздку Скандинавією, відвідали Фінляндію і Швецію. У Гельсінгфорсі і Стокгольмі вона допомагала чоловікові в вимірі фінських і шведських черепів, малювала їх за допомогою діаграфа. На початку 1868 року Федченки побували в Австрії та Італії, де Ольга займалася складанням і вивченням гербаріїв, продовжила збір колекції комах, робила необхідні замальовки, а її чоловік готувався до експедиції в Туркестан (Ольга була призначена ботаніком цієї експедиції). Після повернення з-за кордону вони брали участь в I З'їзді російських природознавців, який проходив в Санкт-Петербурзькому університеті.

### Туркестанська експедиція (1868—1872)
У 1868 році Федченко супроводжувала чоловіка в очоленій ним експедиції, організованій Московським товариством любителів природознавства в маловивченому тоді Туркестані, де провела з невеликою перервою три роки. У січні 1869 році Федченки прибули в Самарканд. У Самарканді і потім в Ташкенті Ольга Федченко малювала види відвідуваних місцевостей і виконувала для чоловіка малюнки для його робіт. Робота в Туркестанській експедиції вимагала не тільки серйозної наукової підготовки, матеріальних витрат, але і особистої відваги, оскільки місцеве населення не завжди доброзичливо і з розумінням ставилось до діяльності російських вчених. Для охорони експедиції була виділена сотня козаків з артилерією. Деякий час загін охорони очолював відомий згодом герой російсько-турецької війни 1877—1878 років генерал М. Д. Скобелєв. Одного разу експедиція потрапила в засідку збройних горців в ущелині біля озера Куль-і-Колон в районі міста Пенджикента. Ольга Федченко доглядала за пораненими, робила перев'язки і до приходу основних сил конвою вела себе спокійно і відважно. За три роки — з 1869 по 1871 — Федченки здійснили чотири експедиції Туркестаном: долиною річки Зеравшан, до озера Іскандеркуль, в пустелю Кизилкум і Ферганською долиною до Заалайського хребта. 
У перервах між експедиціями Федченки жили в Ташкенті, займаючись аналізом отриманих матеріалів. Крім того, Ольга Федченко збирала і препарувала комах, вела переписку з російськими та зарубіжними вченими, робила замальовки місцевості. Згодом з її етюдів і нарисів робив малюнки А. К. Саврасов:134. Ольга Федченко зібрала гербарій з кількох тисяч видів рослин, серед яких багато описала вперше. Вона привезла в Москву коріння ферули мускусної, або сумбула (Ferula moschata) до того мало відомої вченим. Висаджені в Ботанічному саду, корені дали квітучі і плодоносні рослини. Ботанічні збори Ольги Федченко дали картину флористичного складу районів, обстежених під час експедиції. Колекції подружжя Федченко «Туркестанський гербарій» та «Безхребетні Туркестанського краю» довгий час служили матеріалом для роботи російських натуралістів. 
За гербарій і альбом малюнків з видами Туркестану Ольга Федченко була удостоєна Великої золотої медалі Товариства любителів природознавства, антропології та етнографії. Після повернення в Москву Федченко займалася обробкою зібраних матеріалів і брала участь в організації Туркестанського розділу Політехнічної виставки 1872 року.

### Поїздка Європою. Видавнича діяльність
У вересні 1872 Федченки вирушили до Європи, де чоловік хотів ознайомитися з альпійськими льодовиками, щоб підготуватися до експедиції на Памір. Лютий і березень 1873 року вони провели в Лейпцигу, де Ольга народила сина Бориса. Потім вони переїхали в Гейдельберг, тут Ольга Федченко переклала з англійської статтю Генрі Юля «Історія та географія верхів'їв Амудар'ї» для «Відомостей Географічного товариства». Цей переклад із примітками і доповненнями Ольги Федченко, самого Юля і Н. В. Ханикова був удостоєний срібної медалі Російського географічного товариства. Проживши 6 тижнів в Люцерні, Федченки Грінденвальдський льодовик, а в серпні 1873 року вирушили на Женевське озеро, в Монтрі, де Ольга залишилася з грудним сином, а чоловік вирушив в Шамоні, щоб здійснити сходження на Монблан, під час якого загинув у 29-річному віці.
Трагічна загибель чоловіка не зламала Ольгу Федченко. Вважаючи своїм обов'язком видати матеріали Туркестанської наукової експедиції, вона привернула до цієї роботи багатьох вчених, самостійно редагувала матеріали, які готувались до видання праці. Завдяки її високому професіоналізму та енергії за два неповних роки матеріали були не тільки оброблені, але і видані. Вони включали і альбом літографій «Види російського Туркестану за малюнками з натури О. А. Федченко». За участю зоолога В. В. Ульяніна та інших вчених Ольга Федченко випустила в виданні Товариства любителів природознавства на кошти К. П. Кауфмана кілька томів з описом флори і фауни Туркестану, підготувала до виходу в світ 24 випуски «Праць Туркестанської експедиції», поставивши на обкладинці ім'я чоловіка — Олексія Федченко. За її участі було видано «Подорож в Коканд, альбоми видів і антропологічні дані тубільців Туркестану, розроблені А. П. Богдановим». У 1874 році Федченко написала «Fedtschenko's Reisen in Turkestan, 1868—1870» (Petermanns «Mitth.», 1874, тетр. VI, з картою). В знак уваги і поваги до наукових праць Ольги Федченко з дослідження Туркестану імператор Олександр II надіслав їй в подарунок золотий браслет, прикрашений рубінами і діамантами.

### Дослідження кінця XIX століття
Значна частина опублікованих в кінці XIX століття наукових праць Ольги Федченко присвячена ботаніці, насамперед, дикоростучої і культурної флори Середньої Азії. 
Попри зайнятість, Федченко не шкодувала сил і часу для виховання сина, якому вона самостійно зуміла дати вищу освіту: він закінчив природниче відділення Московського університету. 
З 1881 по 1887 рік вела наукову роботу на ботанічному матеріалі Московської губернії, за участю сина поповнювала гербарій Можайського і Серпухівського повітів Московської губернії. У 1884 році в ботанічному саду Московського університету Федченко зайнялася розбиранням гербаріїв та визначенням рослин. Свої флористичні дослідження вона завершила на початок 1890-х, результати були опубліковані в «Popular Science news», а список мохів — в «Працях Петербурзького ботанічного саду».
Ольга Федченко здійснила разом із сином ряд поїздок з ботанічними цілями: на Урал в 1891 і 1892 роках, у Крим в 1893 році, в Закавказзя в 1894 році, в Туркестан, де вивчала флору Західного Тянь-Шаню, в 1897 році. Нарешті, в 1901 році, також з сином, вона здійснила подорож на Памір (до кордону Афганістану) і зібрала багатий ботанічний матеріал. Результатом цього стали публікації "Матеріали до флори Південного Алтаю ", «Список рослинності, зібраної в Омському повіті», «Каталог гербарію Туркестанської наукової експедиції», «Перелік рослин Туркестану», «Флора Паміру».

### Акліматизаційний сад
У 1895 році Ольга Федченко здійснила свій давній задум — створила сад з метою акліматизації південних і східних рослин в Середній смузі Росії. Акліматизаційний сад був створений в садибі Ольгіно Можайського повіту Московської губернії, в цьому саду Федченко протягом 25 років проводила кропітку роботу з вивчення декоративних рослин (головним чином ірисів). Акліматизаційний сад Ольги Федченко був відомий в усьому світі завдяки науковій діяльності і розсилці по заявках рідкісного насіння.
Її син, Борис Олексійович Федченко став професором-геоботаніки, знавцем флори Середньої Азії. У 1900 році йому запропонували роботу в Імператорському ботанічному саду. Разом з сином переїхала в Санкт-Петербург і Ольга Федченко. Звідси в 1901 році вони вирушили в експедицію на Памір, де відвідали малодоступний район Шугнан і пройшли до річки Пяндж на кордоні з Афганістаном. Підсумком цієї експедиції стала монографія «Флора Паміру» і п'ять додатків до неї. У Туркестані Ольга Федченко побувала після цього ще двічі — в 1910 і 1915 роках. Під час останньої експедиції їй було 70 років.
За три роки до цього вона відвідала Міжнародну виставку садівництва в Лондоні, займалася науковою роботою в ботанічних садах Берліна, Лондона і Женеви. До цього часу вона була вже науковицею зі світовим ім'ям. Ольга Федченко продовжувала працювати до останніх днів свого життя. За місяць до смерті 21 березня 1921 року побачила її остання, сімдесята друкована праця «Нові матеріали по знанню роду Eremurus».

## Визнання
У 1874 році Товариство любителів природознавства, антропології та етнографії обрало Ольгу Федченко своєю почесною членкинею. Протягом кількох років вона була секретаркою Товариства. Московське суспільство випробувачів природи також прийняло її в свої ряди. У 1906 році Федченко була обрана членом-кореспондентом Петербурзької академії наук. Вона стала першою в Росії жінкою-ботанікинею, удостоєної цієї честі. 
Ряд зарубіжних наукових товариств — Паризьке географічне товариство, Академія наук в Бостоні, Міжнародна академія ботанічної географії, Московське товариство дослідників природи обрали її своїм почесним членом. 
У 1922 році науковий співробітник Ботанічного саду Академії наук СРСР М. М. Ільїн назвав ім'ям Ольги Федченко рід середньоазіатських рослин Ольгея (Olgaea) із родини Айстрових (Asteraceae). Видові епітети приблизно 100 видів з 30 родин рослин — olgae, також названі на честь Ольги Федченко.

## Наукові праці
Ольга Федченко адрукувала спільно з сином Б. О. Федченко:
- Материал к флоре Южного Алтая
- Список растений, собранных в Омском уезде в 1898 году
- Note sur quelques plantes de Boukharie
- Matériaux pour la Flore de la Crimée
- Matériaux pour la Flore de Caucase
- Ranunculaceae Русского Туркестана
- Высшие тайнобрачные Русского Туркестана
- Каталог гербария Туркестанской учёной экспедиции
- Федченко О. А., Федченко Б. А. Список Orobanchaceae гербария // Мат-лы к познанию фауны и флоры Росс. империи. Отд. ботан.. — 1899. — Вип. 3. — С. 203—210.

## Адреси
У 1880-х роках — вулиця Мала Молчановка в Москві, будинок 6 (прибутковий будинок В. Б. Казакова).